# Colección Gótica
La colección Gótica es una colección de obras literarias de la editorial española Valdemar compuesta por clásicos imprescindibles que cimentaron el género gótico y la literatura de terror.

## Características
Se caracteriza por su encuadernación negra en cartoné al cromo así como por sus imágenes de portada acordes a la denominación del título de la colección.

## Historia
Inaugurada en 1991, Gótica surge de la necesidad de dedicar una colección única y exclusivamente a las obras más significativas de la literatura gótica y de terror. A pesar del riesgo y dificultades iniciales, logró convertirse en la colección de referencia, dado que para la editorial era la preferente del catálogo, dando sentido y distinción con respecto a las demás editoriales.
Actualmente la colección goza de un gran prestigio en el mundo de habla hispana, entre bibliófilos y coleccionistas.

## Obras publicadas
El listado cronológico y numerado de las obras publicadas en la colección es el siguiente:
1. William Beckford, Vathek
2. Thomas de Quincey, Klosterheim, o La Máscara
3. Matthew G. Lewis, El monje
4. Charles Brockden Brown, Wieland, o La Transformación
5. Ann Radcliffe, Los misterios de Udolfo
6. James Hogg, Memorias privadas y confesiones de un pecador justificado
7. Alexandre Dumas, Crímenes célebres
8. Mary Shelley, Cuentos góticos
9. Hanns Heinz Ewers, Mandrágora
10. Horace Walpole, Tres piezas góticas
11. Joseph Sheridan Le Fanu, Dickon el diablo
12. Charles Dickens, El guardavías
13. Edward Frederic Benson, La habitación de la torre
14. Nathaniel Hawthorne, Musgos de una vieja rectoría
15. Gustav Meyrink, El Golem
16. Mary Shelley, Frankenstein
17. Edward Bulwer-Lytton, Zanoni
18. Edgar Allan Poe, El pozo y el péndulo
19. Nathaniel Hawthorne, La Letra Escarlata
20. Henry James, La Fontana Sagrada
21. Charles Robert Maturin, Melmoth el errabundo
22. William Godwin, Las «Aventuras» de Caleb Williams o Las Cosas como Son
23. Adrian Ross, El Agujero del Infierno
24. Jan Potocki, Manuscrito encontrado en Zaragoza
25. M. R. James, Corazones perdidos
26. Ernst Theodor Amadeus Hoffmann, El hombre de la arena
27. Gaston Leroux, El Fantasma de la Ópera
28. Joseph Sheridan Le Fanu, La habitación del Dragón Volador
29. Ernst Theodor Amadeus Hoffmann, Los elixires del diablo
30. Erckmann-Chatrian, Hugo el Lobo y otros relatos de terror
31. Edward Frederic Benson, El Santuario y otras historias de fantasmas
32. Wilkie Collins, Ioláni o Tahití tal como era
33. Arthur Machen, El gran dios Pan
34. Ann Radcliffe, El Italiano o el confesionario de los penitentes negros
35. Wilkie Collins, Monkton el loco y otros cuentos de terror y misterio
36. William Wymark Jacobs, La pata de mono
37. John Meade Falkner, El Stradivarius perdido
38. Robert E. Howard, Los gusanos de la tierra
39. Varios Autores, Cthulhu. Una celebración de los mitos
40. Petrus Borel, Madame Putifar
41. Henry S. Whitehead, Jumbee y otros relatos de terror y vudú
42. Alexander de Comeau, La magia del monje, o el elixir de la vida
43. Washington Irving, La leyenda de Sleepy Hollow
44. William F. Harvey, La bestia con cinco dedos y otros relatos de horror y misterio
45. Joseph Sheridan Le Fanu, Los archivos del doctor Hesselius
46. Algernon Blackwood, John Silence
47. Robert Louis Stevenson, El extraño caso del doctor Jekyll y Mr. Hyde, y otros relatos de terror
48. Richard Matheson, Pesadilla a 20.000 pies
49. Varios Autores, Nuevos cuentos de los Mitos de Cthulhu
50. Varios Autores, Maestros del horror de Arkham House
51. Robert E. Howard, Las extrañas aventuras de Solomon Kane
52. Seabury Quinn, Las cámaras del horror de Jules de Grandin
53. Varios Autores, Mares tenebrosos
54. Sabine Baring-Gould, El libro de los hombres lobo
55. Emily Brontë, Cumbres borrascosas
56. Varios Autores, Frenesí Gótico
57. Ambrose Bierce, ¿Pueden suceder tales cosas?
58. William Hope Hodgson, Trilogía del Abismo
59. Bram Stoker, Drácula
60. Varios Autores, Sanguinarius
61. Robert Bloch, Dulces sueños...
62. H. P. Lovecraft, Narrativa completa / Vol.I
63. H. P. Lovecraft,  Narrativa completa / Vol.II
64. Gustav Meyrink, El Ángel de la Ventana de Occidente
65. Varios Autores, La maldición de la momia
66. Gustav Meyrink, El monje Laskaris
67. Robert Bloch, El que abre el camino
68. Varios Autores, Venus en las tinieblas
69. Sade, Los crímenes del amor
70. Charles Robert Maturin, Venganza fatal
71. Varios Autores, Cuentos fantásticos del romanticismo alemán
72. Shirley Jackson, La maldición de Hill House
73. William Hjortsberg, El ángel caído
74. Varios Autores, Los hombres topo quieren tus ojos
75. W. Clark Russell, El Barco de la Muerte
76. Robert E. Howard, Canaan negro
77. Varios Autores, Trece para el Diablo
78. Varios Autores, La plaga de los zombis
79. Varios Autores, Vampiras
80. H. P. Lovecraft, El horror sobrenatural en la literatura
81. Henry James, 13 cuentos de fantasmas
82. William Hope Hodgson, Los mares grises sueñan con mi muerte
83. Guy de Maupassant, Cuentos completos de terror, locura y muerte
84. William Hope Hodgson, Carnacki, el cazador de fantasmas
85. Varios Autores, La cabeza de la Gorgona
86. Clark Ashton Smith, Zothique
87. Robert W. Chambers, El Rey de Amarillo
88. Bram Stoker, El invitado de Drácula
89. Varios Autores, Paisajes del Apocalipsis
90. Thomas Ligotti, Noctuario
91. H. P. Lovecraft, Más allá de los eones
92. Vernon Lee, El príncipe Alberico y la dama Serpiente
93. Francis Marion Crawford, La calavera aullante
94. Varios Autores, Alas tenebrosas
95. Hanns Heinz Ewers, La araña
96. Clark Ashton Smith, Hiperbórea
97. Varios Autores, Una temporada en Carcosa
98. Lafcadio Hearn, Kwaidan
99. Thomas Ligotti, Grimscribe
100. Conde de Lautréamont, Los cantos de Maldoror
101. Thomas Ligotti, Teatro Grottesco
102. Charles Robert Maturin, Los albigenses
103. Clive Barker, Libros de Sangre: Volúmenes I, II y III
104. Karl Hans Strobl, Lemuria
105. William Hope Hodgson, El Reino de la Noche
106. Villiers de L'Îsle Adam, Cuentos crueles [completos]
107. Stefan Grabinski, El demonio del movimiento
108. Clive Barker, Libros de Sangre II: Volúmenes IV, V y VI
109. Charles Nodier, Smarra, o los demonios de la noche
110. Varios Autores, Aguas profundas
111. Richard Marsh, El Escarabajo
112. Hanns Heinz Ewers, Vampiro
113. Arthur Machen, El terror
114. Varios Autores, TerrorVisión
115. Edward Lucas White, Lukundoo
116. Lord Dunsany, Cuentos de un soñador
117. Arthur Bernède, Belfegor
118. Thomas Ligotti, Canciones de un soñador muerto
119. Algernon Blackwood, El Wendigo y otros relatos extraños y macabros
120. M. P. Shiel, Xélucha y otros relatos de terror, locura y muerte
121. Arthur Conan Doyle, El Parásito y otros cuentos de terror
122. H. G. Wells, Tres fantasías góticas
123. Clark Ashton Smith, Cuentos de Averoigne. Poseidonis, Poemas en prosa
124. Joseph Sheridan Le Fanu, El tío Silas
125. Henry James, La vuelta de tuerca
126. John Buchan, El viento en el pórtico. 13 cuentos de ficción oscura
127. Clive Barker, Cabal: La Raza de la Noche
128. Algernon Blackwood, Descenso a Egipto y otros relatos inquietantes
129. Thomas Ligotti, Mi trabajo todavía no está acabado. Tres cuentos de horror corporativo
130. Mark Samuels, La era del futuro degradado y otros relatos de horror y pesadilla
131. Gustavo Adolfo Bécquer, El monte de las ánimas y otras leyendas góticas
132. William Godwin, St. Léon. Una fábula del siglo XVI
133. Clark Ashton Smith, El planeta de los muertos y otras historias de ciencia ficción extraña